# Pietro Generali (basketspelare)
Pietro Generali, född 19 oktober 1958 i Bologna, Italien, är en italiensk basketspelare som tog tog OS-silver 1980 i Moskva. Detta var Italiens första basketmedalj i OS, och det kom att dröja till baskettävlingarna vid OS 2004 i Aten innan nästa medalj - ett silver - togs.